# Grand Prix Monako 1981

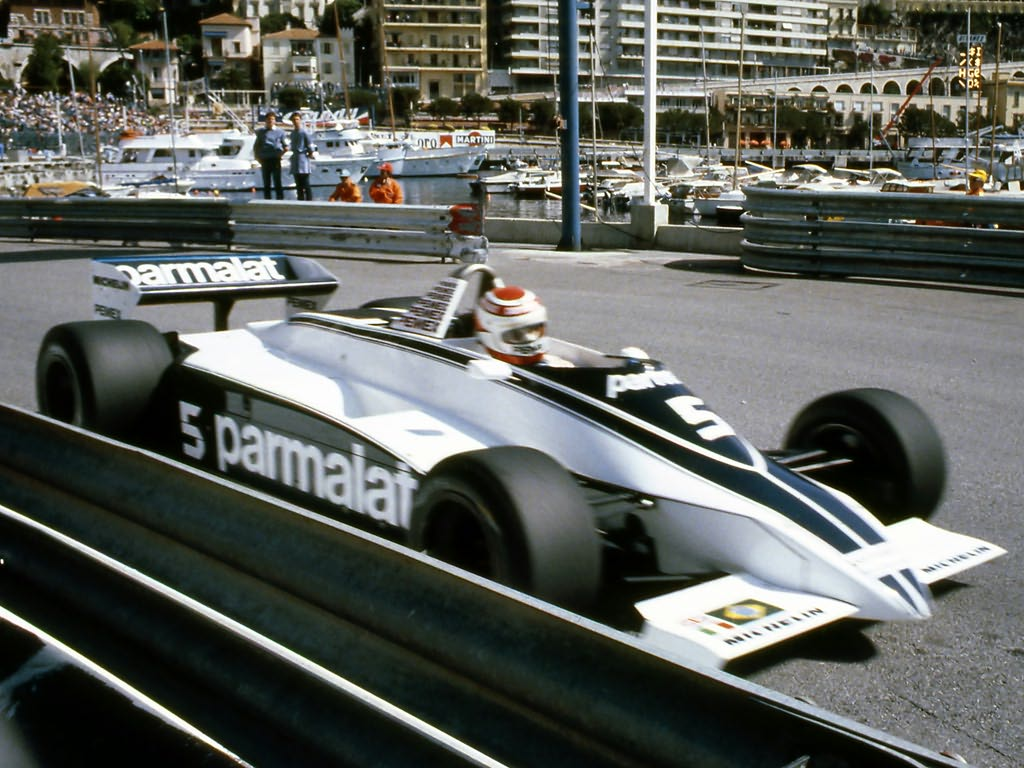
Nelson Piquet podczas Grand Prix Monako 1981

Grand Prix Monako 1981 (oryg. Grand Prix Automobile de Monaco) – szósta runda Mistrzostw Świata Formuły 1 w sezonie 1981, która odbyła się 31 maja 1981, po raz 28. na torze Circuit de Monaco.
39. Grand Prix Monako, 28. zaliczane do Mistrzostw Świata Formuły 1.

## Klasyfikacja
| Legenda oznaczeń w tabelach wyników Wyświetl szablon na nowej stronie | Legenda oznaczeń w tabelach wyników Wyświetl szablon na nowej stronie                                                                     |
| Oznaczenie                                                            | Wyjaśnienie |
| --------------------------------------------------------------------- | --- |
| Złoty                                                                 | Zwycięzca lub mistrzostwo |
| Srebrny                                                               | 2. miejsce lub wicemistrzostwo |
| Brązowy                                                               | 3. miejsce lub II wicemistrzostwo |
| Zielony                                                               | Ukończył, punktował (w klasyfikacji generalnej, gdy zdobył co najmniej jeden punkt na przestrzeni sezonu, poza trzema powyższymi opcjami) |
| Niebieski                                                             | Ukończył, nie punktował (w klasyfikacji generalnej, gdy nie zdobył co najmniej jednego punktu na przestrzeni sezonu)                      |
| Czerwony                                                              | Nie zakwalifikował się (NZ) |
| Czerwony                                                              | Nie prekwalifikował się (NPK) |
| Różowy                                                                | Nie ukończył (NU) |
| Różowy                                                                | Niesklasyfikowany (NS) (w klasyfikacji generalnej, gdy nie został sklasyfikowany w żadnym wyścigu sezonu)                                 |
| Czarny                                                                | Zdyskwalifikowany (DK) |
| Czarny                                                                | Wykluczony (WYK/EX) |
| Biały                                                                 | Nie wystartował (NW) |
| Biały                                                                 | Kontuzjowany (K/INJ) |
| Biały                                                                 | Wyścig odwołany (OD/C) |
| Bez koloru                                                            | Został wycofany (WYC/WD) |
| Bez koloru                                                            | Nie przybył (NP/DNA) |
| Bez koloru                                                            | Nie brał udziału w treningach (NT/DNP) |
| Bez koloru                                                            | Nie został zgłoszony (–) |
| Pogrubienie                                                           | Start z pole position |
| Kursywa                                                               | Najszybsze okrążenie wyścigu |
| †                                                                     | Nie ukończył, ale jego rezultat został zaliczony ze względu na przejechanie więcej niż 90% dystansu wyścigu.                              |
| *                                                                     | Sezon w trakcie |
| 1/2/3                                                                 | Punktowana pozycja w sprincie kwalifikacyjnym                                                                                             |
| Lista systemów punktacji Formuły 1                                    | |

| Pos | No | Kierowca              | Konstruktor     | Okrążeń | Czas/powód NU    | Poz. Start. | Punktów |
| --- | -- | --------------------- | --------------- | ------- | ---------------- | ----------- | ------- |
| 1   | 27 | Gilles Villeneuve     | Ferrari         | 76      | 1:54:23.38       | 2           | 9       |
| 2   | 1  | Alan Jones            | Williams-Ford   | 76      | + 39.91          | 7           | 6       |
| 3   | 26 | Jacques Laffite       | Ligier-Matra    | 76      | + 1:29.24        | 8           | 4       |
| 4   | 28 | Didier Pironi         | Ferrari         | 75      | + 1 okrążenie    | 17          | 3       |
| 5   | 3  | Eddie Cheever         | Tyrrell-Ford    | 74      | + 2 okrążenia    | 15          | 2       |
| 6   | 14 | Marc Surer            | Ensign-Ford     | 74      | + 2 okrążenia    | 19          | 1       |
| 7   | 33 | Patrick Tambay        | Theodore-Ford   | 72      | + 4 okrążenia    | 16          |         |
| NU  | 5  | Nelson Piquet         | Brabham-Ford    | 53      | Wypadł z toru    | 1           |         |
| NU  | 7  | John Watson           | McLaren-Ford    | 52      | Silnik           | 10          |         |
| NU  | 4  | Michele Alboreto      | Tyrrell-Ford    | 50      | Kolizja          | 20          |         |
| NU  | 23 | Bruno Giacomelli      | Alfa Romeo      | 50      | Kolizja          | 18          |         |
| NU  | 15 | Alain Prost           | Renault         | 45      | Silnik           | 9           |         |
| NU  | 2  | Carlos Reutemann      | Williams-Ford   | 33      | Skrz. biegów     | 4           |         |
| NU  | 11 | Elio de Angelis       | Lotus-Ford      | 32      | Silnik           | 6           |         |
| NU  | 16 | René Arnoux           | Renault         | 32      | Wypadł z toru    | 13          |         |
| NU  | 29 | Riccardo Patrese      | Arrows-Ford     | 29      | Skrz. biegów     | 5           |         |
| NU  | 12 | Nigel Mansell         | Lotus-Ford      | 15      | Zawieszenie      | 3           |         |
| NU  | 30 | Siegfried Stohr       | Arrows-Ford     | 14      | Probl. z paliwem | 14          |         |
| NU  | 8  | Andrea de Cesaris     | McLaren-Ford    | 0       | Kolizja          | 11          |         |
| NU  | 22 | Mario Andretti        | Alfa Romeo      | 0       | Kolizja          | 12          |         |
| NZ  | 20 | Keke Rosberg          | Fittipaldi-Ford |         |                  |             |         |
| NZ  | 25 | Jean-Pierre Jabouille | Ligier-Matra    |         |                  |             |         |
| NZ  | 6  | Héctor Rebaque        | Brabham-Ford    |         |                  |             |         |
| NZ  | 21 | Chico Serra           | Fittipaldi-Ford |         |                  |             |         |
| NZ  | 32 | Piercarlo Ghinzani    | Osella-Ford     |         |                  |             |         |
| NZ  | 31 | Beppe Gabbiani        | Osella-Ford     |         |                  |             |         |
| NZ  | 10 | Slim Borgudd          | ATS-Ford        |         |                  |             |         |
| NZ  | 18 | Derek Daly            | March-Ford      |         |                  |             |         |
| NZ  | 17 | Eliseo Salazar        | March-Ford      |         |                  |             |         |
| NZ  | 35 | Brian Henton          | Toleman-Hart    |         |                  |             |         |
| NZ  | 36 | Derek Warwick         | Toleman-Hart    |         |                  |             |         |